# Rodri
Rodrigo Hernández (Madrid, 22 de junho de 1996), mais conhecido como Rodri, é um futebolista espanhol que atua como volante. Atualmente, joga pelo Manchester City e pela Seleção Espanhola.
Conhecido por sua qualidade no passe, pelo domínio e controle no meio-campo, foi eleito o melhor jogador do mundo em outubro de 2024, ao faturar o prêmio Ballon d'Or da revista France Football.

## Carreira

### Início
Rodri chegou às categorias de base do Atlético de Madrid em 2007, aos 11 anos de idade, tendo permanecido na equipe juvenil até 2013. No mesmo ano foi para o Villarreal, onde em 2015 subiu para os profissionais.

### Villareal
Aos 19 anos, o jogador já participava dos treinos com o time principal, tendo estreado outrora em abril de 2016, em uma partida da La Liga diante do Rayo Vallecano. Inicialmente, o jovem participava mais ativamente do clube B, mas recebia a motivação de Marcelino García, treinador da equipe principal, para melhorar e, posteriormente, receber mais oportunidades entre os principais jogadores.
| “                                          | O Marcelino exige de mim e de todos os jogadores abaixo, mas sempre tentou nos ajudar. Ele sempre me incentiva a continuar melhorando e quero aprender o máximo possível. Agradeço esse nível de comprometimento porque às vezes é difícil para nós crescermos como jogadores de futebol. Espero que continue me ajudando da mesma forma. | ” |
| — Rodri, sobre as orientações de Marcelino | |   |

Atuando pelo Submarino Amarelo, Rodri disputou um total de 84 jogos e marcou dois gols. Seu primeiro tento marcado como profissional foi no dia 3 de novembro de 2016, numa derrota em casa por 2–1 para o Osmanlıspor, em partida válida pela Liga Europa da UEFA.
No elenco, o jogador tivera bons momentos e alcançou o posto de titular em algumas partidas já na sua segunda temporada no clube. Na terceira, era o grande nome da posição de volante e conseguiu marcar seu único gol no Campeonato Espanhol em partida contra o Espanyol. Nessa mesma temporada, deu uma assistência na goleada por 4–1 contra o Celta de Vigo e deu o último passe para Roger Martínez e Samu Castillejo marcarem os gols do Submarino Amarelo diante do Real Madrid, em um empate por 2–2.
Em 2018, enquanto fazia sua última temporada com o Villarreal, o jogador também conseguiu sua primeira convocação para a Seleção Espanhola. Firmado como um dos destaques do futebol espanhol, Rodri chamou a atenção novamente do seu antigo clube, o Atlético, que decidiu então pagar 20 milhões de euros para contratá-lo junto ao Submarino Amarelo. Desse modo, o atleta concluiu sua passagem com 84 partidas e dois gols marcados.
Enquanto esteve no Villarreal, Rodri fizera uma forte amizade com Bruno Soriano, que lamentou a saída de seu colega de clube, além de ter reclamado do baixo preço que o clube o vendeu para a equipe de Diego Simeone:
| “                                   | A verdade é que a saída dele me machucou muito, porque acho que era um jogador que se você vende tem que vender muito caro. E o mesmo aconteceu com o Atlético de Madrid, que acho que também se atrasou em renová-lo e colocar uma cláusula maior nele. Que se no final, como aconteceu, ele tiver que vender para um time como o City, pelo menos eles deveriam pagar muito, porque ele é um desses jogadores. | ” |
| — Soriano, sobre a venda do jogador | |   |

### Atlético de Madrid
Pelo seu futebol apresentado no Villarreal, o Atlético de Madrid buscou sua contratação em 2018, por 20 milhões de euros.
Sua passagem no Atleti foi curta, mas já começou com ele vencendo seu único troféu nesse período. Por conta do grande desempenho das equipes de Madrid na Liga dos Campeões e na Liga Europa da temporada anterior, Real Madrid e Atlético se encontraram na Supercopa da UEFA de 2018, e coube a Rodri disputar 71 minutos da partida que seria vencida pela sua equipe por 4–2.
Posteriormente, Rodri continuaria sendo uma peça fundamental no meio de campo de Simeone e foi titular durante grande parte do período em que esteve no clube. Lá, marcou três gols — todos na La Liga. Apesar de estar ainda mais firmado na Seleção, fixando-se também como um dos grandes nomes da posição, o jogador não conseguiu mais vencer nenhum troféu. Eles ficaram em segundo no Campeonato e foram eliminados nas oitavas de final da Liga dos Campeões e da Copa do Rei.
Ao fim de sua única temporada pelo Atlético, o jogador deixou a Espanha em definitivo para assinar com um time da Premier League. Em sua passagem, Rodri fizera 74 jogos, marcando três gols e distribuindo uma assistência.

### Manchester City

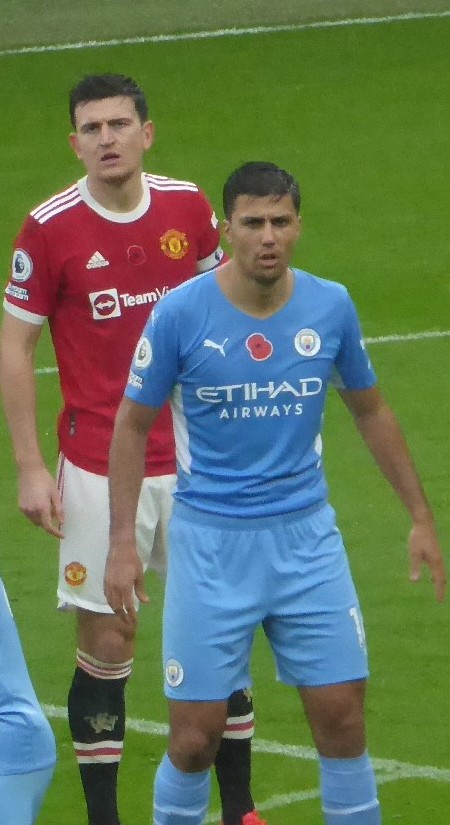
Harry Maguire, do United, e Rodri, do City, disputando o Dérbi de Manchester, em 2021

Em julho de 2019, foi contratado pelo Manchester City por 70 milhões de euros.
Rodri participou da campanha vitoriosa dos Citizens na Liga dos Campeões de 2023, e marcou o único gol da final, que decidiu o primeiro título do City na competição. No dia 11 de junho de 2023, a UEFA divulgou que o volante foi eleito o melhor jogador da Champions League.
A temporada 2022–23 estabeleceu Rodri como um dos melhores meio-campistas do mundo. Com 56 jogos nesta temporada com o City (quatro gols e sete assistências), além de uma Copa do Mundo e o restante dos jogos com La Roja, o volante foi eleito o melhor jogador espanhol.
Na final do Mundial de Clubes de 2023, vencida pelo City com uma goleada por 4–0 sobre o Fluminense, Rodri levou o prêmio Bola de Ouro de melhor jogador da competição. Vivendo grande fase e dominando o meio-campo, o jogador espanhol foi peça chave na equipe do técnico Josep Guardiola, sendo fundamental para a goleada do City.
Em 19 de maio de 2024, Rodri chegou aos 74 jogos consecutivos sem perder. Isso tornou-se o novo recorde na história do futebol mundial, na vitória do Manchester City por 3–1 sobre o West Ham.
No dia 28 de outubro de 2024, Rodri foi eleito o melhor jogador do mundo, faturando a Bola de Ouro. No entanto, o público, em geral, esperava que o prêmio fosse entregue ao atacante Vinícius Júnior, o que gerou uma das maiores polêmicas da história da premiação.

## Vida pessoal
Fora das quatro linhas, Rodri é bastante dedicado aos estudos. O jogador terminou o ensino médio enquanto atuava pelo time Sub-18 do Villarreal, e como ainda não tinha certeza se seguiria no futebol profissional, iniciou o curso de Gestão e Administração de Empresas na Universidad de Castellón. Posteriormente, quando passou a defender o Manchester City e mudou-se para a Inglaterra, Rodri continuou voltando à Espanha para realizar as provas da faculdade. Em seguida, por conta da pandemia de COVID-19, concluiu o curso de forma remota.

## Estatísticas
Atualizadas até 22 de setembro de 2024.

### Clubes
| Clube              | Temporada         | Campeonato nacional | Campeonato nacional | Campeonato nacional | Copa nacional[a] | Copa nacional[a] | Copa nacional[a] | Competições continentais[b] | Competições continentais[b] | Competições continentais[b] | Outros torneios[c] | Outros torneios[c] | Outros torneios[c] | Total | Total | Total   |
| Clube              | Temporada         | Jogos               | Gols                | Assist.             | Jogos            | Gols             | Assist.          | Jogos                       | Gols                        | Assist.                     | Jogos              | Gols               | Assist.            | Jogos | Gols  | Assist. |
| ------------------ | ----------------- | ------------------- | ------------------- | ------------------- | ---------------- | ---------------- | ---------------- | --------------------------- | --------------------------- | --------------------------- | ------------------ | ------------------ | ------------------ | ----- | ----- | ------- |
| Villarreal         | 2015–16           | 3                   | 0                   | 0                   | 3                | 0                | 0                | —                           | —                           | —                           | —                  | —                  | —                  | 6     | 0     | 0       |
| Villarreal         | 2016–17           | 23                  | 0                   | 1                   | 4                | 0                | 0                | 4                           | 1                           | 0                           | —                  | —                  | —                  | 31    | 1     | 1       |
| Villarreal         | 2017–18           | 37                  | 1                   | 3                   | 4                | 0                | 0                | 6                           | 0                           | 0                           | —                  | —                  | —                  | 47    | 1     | 3       |
| Villarreal         | Total             | 63                  | 1                   | 4                   | 11               | 0                | 0                | 10                          | 1                           | 0                           | —                  | —                  | —                  | 84    | 2     | 4       |
| Atlético de Madrid | 2018–19           | 34                  | 3                   | 1                   | 4                | 0                | 0                | 8                           | 0                           | 0                           | 1                  | 0                  | 0                  | 47    | 3     | 1       |
| Atlético de Madrid | Total             | 34                  | 3                   | 1                   | 4                | 0                | 0                | 8                           | 0                           | 0                           | 1                  | 0                  | 0                  | 47    | 3     | 1       |
| Manchester City    | 2019–20           | 35                  | 3                   | 2                   | 8                | 1                | 0                | 8                           | 0                           | 0                           | 1                  | 0                  | 0                  | 52    | 4     | 2       |
| Manchester City    | 2020–21           | 34                  | 2                   | 2                   | 9                | 0                | 3                | 10                          | 0                           | 0                           | —                  | —                  | —                  | 53    | 2     | 5       |
| Manchester City    | 2021–22           | 33                  | 7                   | 2                   | 2                | 0                | 0                | 10                          | 0                           | 0                           | 1                  | 0                  | 0                  | 46    | 7     | 2       |
| Manchester City    | 2022–23           | 36                  | 2                   | 6                   | 7                | 0                | 1                | 12                          | 2                           | 0                           | 1                  | 0                  | 0                  | 56    | 4     | 7       |
| Manchester City    | 2023–24           | 34                  | 8                   | 9                   | 4                | 0                | 1                | 8                           | 1                           | 2                           | 4                  | 0                  | 1                  | 50    | 9     | 13      |
| Manchester City    | 2024–25           | 2                   | 0                   | 0                   | 0                | 0                | 0                | 1                           | 0                           | 0                           | 0                  | 0                  | 0                  | 3     | 0     | 0       |
| Manchester City    | Total             | 174                 | 22                  | 21                  | 30               | 1                | 5                | 49                          | 3                           | 2                           | 7                  | 0                  | 1                  | 260   | 26    | 29      |
| Total na carreira  | Total na carreira | 271                 | 26                  | 26                  | 45               | 1                | 5                | 67                          | 4                           | 2                           | 8                  | 0                  | 1                  | 391   | 31    | 34      |

- a. ^ Jogos da Copa da Espanha, Copa da Inglaterra e Copa da Liga Inglesa
- b. ^ Jogos da Liga Europa e Liga dos Campeões
- c. ^ Jogos da Super Copa da UEFA, Super Copa da Inglaterra e Mundial de Clubes

## Títulos
Atlético de Madrid
- Supercopa da UEFA: 2018[carece de fontes?]

Manchester City
- Supercopa da Inglaterra: 2019[carece de fontes?]
- Copa da Liga Inglesa: 2019–20 e 2020–21[carece de fontes?]
- Premier League: 2020–21, 2021–22, 2022–23 e 2023–24[28]
- Copa da Inglaterra: 2022–23[carece de fontes?]
- Liga dos Campeões da UEFA: 2022–23[carece de fontes?]
- Supercopa da UEFA: 2023[carece de fontes?]
- Copa do Mundo de Clubes da FIFA: 2023[29]

Espanha
- Liga das Nações da UEFA: 2022–23[carece de fontes?]
- Eurocopa: 2024 [carece de fontes?]

### Prêmios individuais
- Ballon d'Or: 2024[30]
- Melhor Jogador do Mundo (The Guardian): 2024[31]
- Jogador do ano pela IFFHS: 2024[32]
- Seleção da Liga dos Campeões da UEFA: 2022–23[33]
- Melhor Jogador da Liga dos Campeões da UEFA: 2022–23[34]
- Melhor Jogador da Liga das Nações da UEFA: 2022–23[35]
- Bola de Ouro da Copa do Mundo de Clubes da FIFA: 2023[36]
- Melhor Jogador da Eurocopa: 2024[37]
- FIFPro World XI: 2024[38]
- Seleção do Ano da FIFA: 2024[39]